# Acrobasis carpinivorella
Acrobasis carpinivorella is een vlinder uit de familie van de snuitmotten (Pyralidae). De wetenschappelijke naam van de soort is voor het eerst geldig gepubliceerd in 1970 door Neunzig.